# Рудник Каррапатіна
Рудник Каррапатіна (Carrapateena) — гірничодобувний майданчик на півдні Австралії, що здійснює розробку однойменного мідно-золотого родовища.
Рудник на родовищі Каррапатіна ввели в дію у 2019 році. Розробку організували через транспортний ухил «Tjati» довжиною 7,5 кілометра, що досягає глибини у 600 метрів. Втім, рудне тіло залягає на глибинах від 480 до 1500 метрів, так що можливий розвиток рудника у глибину. Також існує допоміжний транспортний ухил, що забезпечує видачу попередньо подрібненої під землею руди.
Руда проходить через належну до копальні збагачувальну фабрику, яка використовує метод флотації та продукує мідно-золотий концентрат.
Проєктну потужність копальні визначили як 4,25 млн тонн руди, 65 тисяч тонн міді та 2 тонни золота на рік. У першому кварталі 2023 року фактично видобули 0,88 млн тонн руди, переробили 1,08 млн тонн та випустили 41 тисячу тонн концентрату, що містив 15 тисяч тонн міді та 0,6 тонни золота (а також 7 тонн срібла). Початкові запаси рудника визначили як 91 млн тонн при на порядок більших ресурсах.
Реалізацію проєкту почала компанія OZ Minerals, яку в 2023-му поглинув гірничодобувний гігант BHP.